# Droga wojewódzka nr 370
Droga wojewódzka nr 370 (DW370) – dawna droga wojewódzka klasy Z o długości 5 km łącząca Mokronos Dolny z Smolcem.
Droga na całej długości pozbawiona została kategorii drogi wojewódzkiej na mocy uchwały Sejmiku Województwa Dolnośląskiego z 12 września 2019 roku.
Według aktualnego zarządzenia od 17go grudnia 2020 roku droga ta w całości stanowi stary przebieg drogi wojewódzkiej nr 368 od Ogrzelca do granicy państwa.

## Miejscowości przy trasie
- Mokronos Dolny
- Mokronos Górny
- Smolec